# (3586) Vasnetsov
(3586) Vasnetsov est un astéroïde de la ceinture principale.

## Description
(3586) Vasnetsov est un astéroïde de la ceinture principale. Il fut découvert le 26 septembre 1978 à Naoutchnyï par Lioudmila Jouravliova. Il présente une orbite caractérisée par un demi-grand axe de 2,46 UA, une excentricité de 0,12 et une inclinaison de 9,9° par rapport à l'écliptique.

## Compléments